# Bruno Colombo
Bruno Colombo (Milano, 13 novembre 1909 – ...) è stato un calciatore italiano, di ruolo difensore.

## Carriera
In gioventù milita nel Legnano e nel Gruppo Sportivo Richard-San Cristoforo di Milano.
In seguito passa al Vigevanesi e dopo aver giocato in Prima Divisione con la Gallaratese torna ai Vigevanesi. Con i biancocelesti lombardi debutta in Serie B nella stagione 1931-1932 e disputa 72 gare in tre campionati cadetti.
Resta con la squadra lombarda, nel frattempo diventata Vigevano, fino al 1937.

## Palmarès

### Club

#### Competizioni nazionali
- Serie C: 1

Vigevano: 1936-1937